# Tychique
Tychique est un chrétien de la province romaine d'Asie, un des compagnons de l'apôtre saint Paul. Il accompagne l'apôtre, partage sa captivité, porte deux de ses lettres et divulgue ses messages oraux. Il est plus tard nommé évêque. Réputé saint, il est fêté le 29 avril.

## Biographie

### Compagnon de saint Paul
Tychique est cité dans le livre des Actes des Apôtres (Ac. 20, 4), dans l'Épître aux Éphésiens (Ep. 6, 21-22), dans l'Épître aux Colossiens (Col. 4, 7-9), dans la Deuxième épître à Timothée (Tm 4, 12) et dans l'Épître à Tite (Tt 3, 12),.
Tychique est originaire de la province romaine d'Asie,. Il est probablement né à Éphèse. Chrétien, disciple de l'apôtre Paul, il va à Troas avec Trophime pour y attendre saint Paul qui a quitté Éphèse et part pour Jérusalem.
Il est détenu en prison en même temps que l'apôtre Paul lors de sa première captivité, à Rome,. Ensuite, il est chargé par Paul, avec Onésime, de porter une lettre aux chrétiens de Colosses qui sont confrontés à des doctrines non conformes. À cette occasion, Paul indique aux Colossiens : « Tychique vous informera, ce disciple bien-aimé qui m'est un fidèle assistant et compagnon de service dans le Seigneur. Je vous l'envoie tout exprès pour vous donner de nos nouvelles et réconforter vos cœurs ».
Tychique porte aussi une lettre aux Éphésiens, probablement une circulaire pour les Églises d'Asie. Cette mission lui a été confiée par Paul, qui en informe Timothée et suggère à Tite que Tychique soit envoyé en Crète pour le rejoindre.

### Évêque
La suite de la vie de Tychique est moins connue. Plusieurs villes le revendiquent comme évêque. Il est ainsi indiqué selon les sources évêque de Colophon, de Chalcédoine, de Neapolis.
Quelques martyrologes le présentent comme diacre. Le martyrologe romain indique qu'il est commémoré à Paphos sur l'île de Chypre. Il figurerait également au nombre des septante disciples, mentionnés dans l'Évangile selon Luc, envoyés par Jésus pour répandre la Bonne Nouvelle.
Il est considéré comme saint. Sa fête est le 29 avril.

## Liens
- Notices d'autorité :   - VIAF
  - GND